# 競馬ファン
競馬ファン（けいばファン）とは競馬を趣味にしている人のことである。

## 競馬観戦

### 欧州の競馬
近代競馬の基礎を築いたイギリスでは歴史的には王侯貴族や富裕地主の庇護を受けて競馬が盛んになったが、競馬人気の高まりとともに労働者階級にも浸透した。
イギリスの競馬場のロイヤル・エンクロージャー（Royal Enclosure）と呼ばれるエリアにはドレスコードがあり、現代に至るまで競馬場は社交場としても機能している。
一般観戦客も含めてであるが、ヨーロッパ諸国（イギリスやフランス等）では観戦者の男性は概ね紳士服（背広等）で競馬場に入場の上観戦している例も見られる（ヨーロッパ関連はこの他にもパドックで馬を曳いている厩務員が背広姿である例も散見される。日本でもジャパンカップでは国外の競走馬を担当する厩務員に見られることがある）。イギリスの競馬場については「貴族、アッパーとワーキングクラスで入場門が違う」などとも言われるが香港の競馬場等でも費用負担とそれに見合うエリアでの楽しみ方は分かれており、殊更差別的であるわけではない。

### 日本の競馬
競馬の黎明期、すなわちかなり古くから競馬を趣味とする人は存在していたが趣味の対象となったのはもっぱらギャンブルとしての競馬であった。しかし1973年にハイセイコーが活躍して以降は「競馬はロマン」という価値観を持つファンが増加し、その後競馬ファンの趣味の対象はさらに多様化した。

#### 日本の中央競馬での競馬ブーム

##### 第一次競馬ブーム

道の駅サラブレッドロード新冠のハイセイコー像

1973年に起こったブーム。ハイセイコーの活躍を契機として起こったため、「ハイセイコーブーム」とも呼ばれる。このブームで、それまで極めて少なかった女性の競馬ファンが徐々にではあるが増え始めた。
ハイセイコーが引退してそのブームが沈静化しても競馬場の入場人員は増え続け、中央競馬では1975年には過去最高の年間観客動員数となる延べ約1500万人を記録した。
この時をピークに、以後は現在に至るまで観客動員が減少傾向となるが、翌年1976年から翌々年の1977年にはTTGが名勝負を演じて競馬人気に貢献した。
また、1959年公営競技についての答申では「公営競技は社会的に好ましくない影響があるので、過度の宣伝行為を行わないよう自粛する」とされていたものが、1979年の答申では、公営競技の弊害は認めつつも増設（場外馬券）や宣伝を認めた。これを受けて中央競馬会は直ちに年間事業計画に広報部門の基本方針を盛り込んだ。以降若者・女性をターゲットにした広報が広まることとなり若者・女性ファンが広まった。こうして日本の公営ギャンブルは大衆娯楽であると同時に、政府・自治体の集金マシンとしての機能を強めていくこととなった。

##### 第二次競馬ブーム

笠松競馬場にあるオグリキャップの銅像

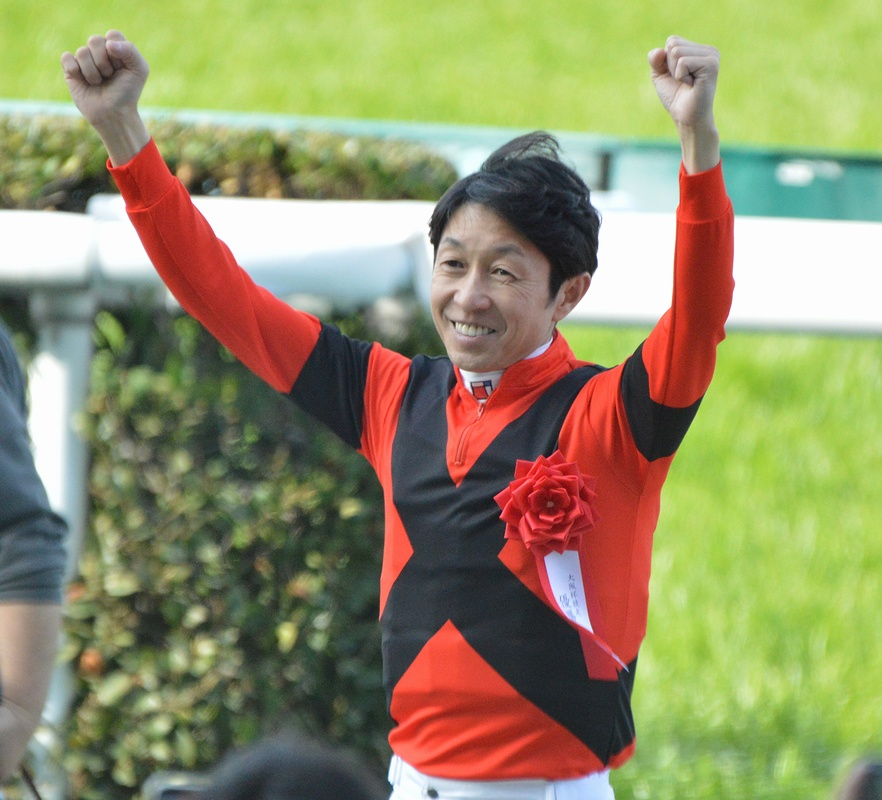
武豊（2023年）

1980年代後半より1990年代前半にかけて起こったブーム。武豊とオグリキャップの活躍、およびバブル景気との相乗効果が要因とされる。タマモクロス、サッカーボーイ、平成三強と呼ばれたオグリキャップ、スーパークリーク、イナリワン、さらにはアイネスフウジン、メジロライアン、メジロマックイーン、トウカイテイオーなどの名馬の活躍、1988年に公開された競馬映画『優駿 ORACION』のヒットも競馬人気に貢献した。
競走馬の活躍だけが発端となった前回の第一次競馬ブームとは異なり、この第二次競馬ブームでは競走馬だけではなく騎手の活躍もブーム発生の要因となり、競走馬だけではなく騎手などの競馬関係者にも目を向けるようになったファンも急増したことから、前回を遥かに超える規模のブームとなった。前回と同様に比較的若い女性のみならず、前回にはなかった、勝馬投票券購入不可能な幼年層の子供の競馬ファンまでもが急増し、一種の社会現象にもなった。具体的な現象としては、第一次ブーム下の1973年に記録された東京優駿での最多入場者記録（約16万人）が1990年に破られた（19万6517人）。オグリキャップの引退レースとなる第35回有馬記念でも、入場者数が17万7779人となった。また、中央競馬の売上も急増し、1987年には2兆円弱であったものが1990年には3兆円を超えた。その後も増え続け、1997年には4兆円を超えたこともあったが、20世紀末より減少傾向となった。
その後、1990年代より2000年代にかけて『みどりのマキバオー』や『馬なり1ハロン劇場』、『風のシルフィード』などの競馬漫画のヒットや『ダービースタリオン』や『ウイニングポストシリーズ』、さらに『STARHORSE』などの競馬ゲームのヒットなどにより、幼年層より若年層に掛けての競馬ファンが性別を問わずに増えた。

#### 競馬場での観戦

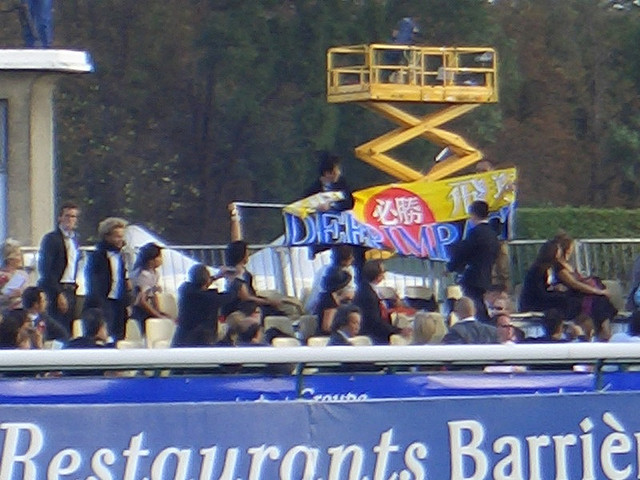
フランス・ロンシャン競馬場で応援幕を張る日本の競馬ファン（2006年 凱旋門賞）

日本においては競馬場に来場するファンや観客が比較的多く、1987年の第7回ジャパンカップを優勝したルグロリューの各陣営はインタビューで「日本では（各国と比較して）観客の多さが印象に残った」と語っていた。
日本の競馬ファンは観戦時、パドックなどで騎手に罵声や暴言を浴びせる傾向がある。騎手の武豊は「はっきり言って、日本の競馬ファンの質はとっても悪いと、僕も思う」と述べ、日本では「負けて帰ってきたとき、何をされるかわからない」と語り、日本以外の国との比較において「いちばん悪いですね、日本が」と評している。武に対しても罵声や暴言を浴びせるファンが存在するため、武はいちいち気にしてたらきりがないとしつつも、「でも、頭にきますよ。頭にくるというか、なんかもう情けないですね。この人、何しに競馬場に来ているのかな、なんて思います」と述べている。
2006年に日本の競走馬であったディープインパクトが、フランスで行われた凱旋門賞に出走した際、多くの日本の競馬ファンがロンシャン競馬場に来場したが、その際の振る舞いについてフランスの競馬専門紙『パリチュルフ』は、「奇怪な馬の被り物を被る、レーシングプログラムを強奪する、パドックで競走馬撮影のためにフラッシュを光らせる、レーススポンサーの看板の上に横断幕を張る、馬券を空中にばら撒く」といった観戦マナーの悪さを指摘した。
また2023年の第84回優駿牝馬（オークス）の開催に際し、リバティアイランドに騎乗した川田将雅が施行前共同会見にて競馬場での声援について言及。陸上でのスタートと同様、ゲート入りからスタートが切れるまで歓声を自粛するよう要請している。

## 競馬観戦以外の趣味分野
競馬ファンの趣味活動としては、レースをスポーツとして観戦する以外に以下のものがある。
着順予想・馬券購入
最も一般的なもの。競馬を主にギャンブルとして見、競馬新聞やスポーツ新聞を購入の上、それを参考に予想して馬券（勝馬投票券）を購入する。詳細は予想 (競馬)を参照。他と区別して「馬券ファン」とも言う。他の活動と兼ねる者も多い。
競馬場巡り
日本国内・国外を問わず各地の競馬場へ実際に足を運んで観戦する。馬券購入が主体の場合は「旅打ち」とも言う。
競馬場内の飲食店巡り
これは2000年代に入って新たに出来た（「B級グルメ」等、競馬ファン以外からのアプローチはこの限りでない）スタイル。競馬場内の各飲食店を食べ比べるものである。各競馬場内での食べ歩き、同じようなメニューを供する店舗についての各競馬場間の比較、当地名物を味わう等の楽しみ方がある。
コースの調査および研究
各競馬場のコース構造を調査・研究している者もいる。これは少数派に属する。
競走馬の見学
牧場やトレーニングセンター、競馬場に於いて競走馬を見学したりする。パドックで競走馬の馬体を見る者もいる。
競走馬・競馬史の研究
農業高校や大学の農学部に入学し獣医師免許・家畜商免許を取得して競馬場や馬産地に於いて競走馬を見学したり、中には調教師や馬主に当歳馬のエージェントをしたり、農林水産省等の行政における情報の聞き込みや競馬関連書籍を元に競走馬そのものや歴史を研究する。また競走馬のレースフォームをビデオ撮影しスローモード状態を物理計算して、能力値を研究するコアなファンもいる。
写真撮影
競走馬や騎手などの関係者の写真撮影を主とする。大体は好みの競走馬や騎手を中心に撮影している。
一口馬主
ペーパーオーナーゲーム（POG）
引退した競走馬の引き取り・育成
用途が決まらない場合に個人や団体で引き取って育成しているケースがある。ただし育成環境の整備（スペース、僚馬の確保等）、緊急時を含めた獣医師等専門職との連係等、「趣味」以上の注力が必要である。
競馬グッズ収集
上記の競馬ブームにより競馬場内・競馬場外問わず関連商品が多数発売された1980年代後半以降に急増した。現在でも大多数存在する。商品のほか、勝馬投票券やレーシングプログラム等の収集も行われている。
競馬関連の漫画・アニメ作品
みどりのマキバオー、馬なり1ハロン劇場、ウマ娘 プリティーダービーなど
競馬関連のコンピュータゲーム
ダービースタリオン、ギャロップレーサー、ウイニングポストシリーズ、STARHORSE、ダービーオーナーズクラブ、ウマ娘 プリティーダービーなど
※但し、2020年以降は新型コロナウイルス感染拡大や、改正・新型インフルエンザ等対策特別措置法に基づく緊急事態宣言及びまん延防止等重点措置の発令に伴い、牧場見学の受け入れが中止されたり、無観客開催や入場制限の影響で競馬場巡り（場内飲食店含む）等の活動の制限など、影響が広がっている。